# سيرجي ايفانوف
سيرجي ايفانوف (بالروسية: Сергей Юрьевич Иванов)‏ (16 يونيو 1984 بسانت بطرسبرغ في روسيا - ) هو لاعب كرة قدم روسي في مركز حراسة المرمى. لعب مع زينيت سانت بطرسبرغ وسبارتاك فلاديكافكاز وFC Vityaz Podolsk ‏ وسبارتاك نيجني نوفغورود ‏ وFC Zenit-2 Saint Petersburg ‏.

## وصلات خارجية
- سيرجي ايفانوف على موقع قاعدة بيانات كرة القدم.إي يو (الإنجليزية)